# Миша Зверев
Михаил „Миша” Зверев (Москва, 22. август 1987) је немачки тенисер руског порекла.

## Каријера
Зверев је заиграо на турнирима за професионалце 2005. године, а у првом АТП финалу се нашао 2010, на турниру у Мецу где је поражен од Жила Симона. На друго финале једног АТП турнира је чекао скоро пуних седам година да би у Женеви у мечу за титулу од њега био бољи Швајцарац Вавринка, после преокрета.
На турниру у Истборну 2018. долази до своје прве титуле у каријери пошто је у финалу савладао Лукаша Лацка у два сета. Тако се придружио свом брату Александру на листи освајача АТП титула у синглу за 2018. што је први пут да браћа у истој сезони тријумфују још од 1989. када су то учинили Емилио и Хавијер Санчез.
У 2009. години, дебитовао је за Немачку у Дејвис купу, у поразу против Шпаније. На АТП листи остварио је најбољи пласман 24. јула 2017. када је био 25. тенисер света. Најбољи резултат на гренд слему, четвртфинале, је постигао 2017. године у Мелбурну, кад је у 4. колу елиминисао првог фаворита Ендија Марија у четири сета.

## Приватни живот
Његов отац, Александар Зверев, је бивши професионални тенисер из Русије који се такмичио за СССР. Године 1991, он и његова жена су се преселили у Немачку. Млађи брат Зверева, Саша, је такође професионални тенисер и често наступају у конкуренцији парова.

## АТП финала

### Појединачно: 3 (1:2)
| Легенда                        |
| ------------------------------ |
| Гренд слем турнири (0:0)       |
| Завршно првенство сезоне (0:0) |
| АТП мастерс 1000 (0:0)         |
| АТП 500 (0:0)                  |
| АТП 250 (1:2)                  |

| Финала по подлози |
| ----------------- |
| Тврда (0:1)       |
| Шљака (0:1)       |
| Трава (1:0)       |

| Финала по локацији |
| ------------------ |
| Отворено (1:1)     |
| Дворана (0:1)      |

| Исход     | Бр. | Датум               | Турнир                | Подлога   | Противник          | Резултат      |
| --------- | --- | ------------------- | --------------------- | --------- | ------------------ | ------------- |
| Финалиста | 1.  | 26. септембар 2010. | Мец, Француска        | Тврда (д) | Жил Симон          | 3:6, 2:6      |
| Финалиста | 2.  | 27. мај 2017.       | Женева, Швајцарска    | Шљака     | Станислас Вавринка | 6:4, 3:6, 3:6 |
| Победник  | 1.  | 30. јун 2018.       | Истборн, В. Британија | Трава     | Лукаш Лацко        | 6:4, 6:4      |

### Парови: 12 (4:8)
| Легенда                        |
| ------------------------------ |
| Гренд слем турнири (0:0)       |
| Завршно првенство сезоне (0:0) |
| АТП мастерс 1000 (0:0)         |
| АТП 500 (2:4)                  |
| АТП 250 (2:4)                  |

| Финала по подлози |
| ----------------- |
| Тврда (3:4)       |
| Шљака (0:2)       |
| Трава (1:2)       |

| Финала по локацији |
| ------------------ |
| Отворено (3:5)     |
| Дворана (1:3)      |

| Исход     | Бр. | Датум             | Турнир               | Подлога   | Партнер               | Противници                     | Резултат              |
| --------- | --- | ----------------- | -------------------- | --------- | --------------------- | ------------------------------ | --------------------- |
| Победник  | 1.  | 15. јун 2008.     | Хале, Немачка        | Трава     | Михаил Јужни          | Лукаш Длухи Леандер Паес       | 3:6, 6:4, [10:3]      |
| Финалиста | 1.  | 13. јул 2008.     | Штутгарт, Немачка    | Шљака     | Михаел Берер          | Кристофер Кас Филип Колшрајбер | 3:6, 4:6              |
| Победник  | 2.  | 5. октобар 2008.  | Токио, Јапан         | Тврда     | Михаил Јужни          | Лукаш Длухи Леандер Паес       | 6:3, 6:4              |
| Финалиста | 2.  | 11. јануар 2009.  | Бризбејн, Аустралија | Тврда     | Фернандо Вердаско     | Марк Жикел Жо-Вилфрид Цонга    | 4:6, 3:6              |
| Финалиста | 3.  | 4. октобар 2009.  | Бангкок, Тајланд     | Тврда (д) | Гиљермо Гарсија-Лопез | Ерик Буторак Раџив Рам         | 6:7(4:7), 3:6         |
| Финалиста | 4.  | 4. мај 2015.      | Минхен, Немачка      | Шљака     | Александар Зверев     | Александар Пеја Бруно Соарес   | 6:4, 1:6, [5:10]      |
| Финалиста | 5.  | 7. фебруар 2016.  | Монпеље, Француска   | Тврда (д) | Александар Зверев     | Мате Павић Мајкл Винус         | 5:7, 6:7(4:7)         |
| Победник  | 3.  | 12. фебруар 2017. | Монпеље, Француска   | Тврда (д) | Александар Зверев     | Фабрис Мартин Данијел Нестор   | 6:4, 6:7(3:7), [10:7] |
| Финалиста | 6.  | 25. јун 2017.     | Хале, Немачка        | Трава     | Александар Зверев     | Лукаш Кубот Марсело Мело       | 7:5, 3:6, [8:10]      |
| Финалиста | 7.  | 24. јун 2018.     | Хале, Немачка (2)    | Трава     | Александар Зверев     | Лукаш Кубот Марсело Мело       | 6:7(1:7), 4:6         |
| Финалиста | 8.  | 28. октобар 2018. | Базел, Швајцарска    | Тврда (д) | Александар Зверев     | Доминик Инглот Франко Шкугор   | 2:6, 5:7              |
| Победник  | 4.  | 3. март 2019.     | Акапулко, Мексико    | Тврда     | Александар Зверев     | Остин Крајичек Артјом Ситак    | 2:6, 7:6(7:4), [10:5] |

## Остала финала

### Тимска такмичења: 1 (0:1)
| Исход     | Бр. | Датум         | Турнир                                       | Подлога | Партнери                                    | Противници                                    | Резултат | Извор |
| --------- | --- | ------------- | -------------------------------------------- | ------- | ------------------------------------------- | --------------------------------------------- | -------- | ----- |
| Финалиста | 1.  | 23. мај 2009. | Светско екипно првенство, Диселдорф, Немачка | Шљака   | Рајнер Шитлер Филип Колшрајбер Никола Кифер | Виктор Троицки Јанко Типсаревић Ненад Зимоњић | 1:2      | [ 8 ] |